# Desomorfin
Desomorfin (dihydrodesoxymorfin) er et opioid opfundet i 1932 i USA, som er et derivat af morfin hvor 6-hydroxyl gruppen er fjernet og 7,8 dobbeltbindingen er reduceret. Det har afslappende og smertestillende virkning, og er omkring 8-10 gange kraftigere end morfin.
Desomorfin anvendes ikke klinisk i Danmark, men er før blevet anvendt i Schweiz.
Desomorfin fremstilles under simple forhold og sælges som rusmiddel under navnet Krokodil med et højt indhold af forurenende komponenter. Misbrug af Krokodil medfører derfor store fysiologiske skader og kan medføre døden i løbet af få år. Gennemsnitslevealderen for en misbruger af Krokodil anslås at være to år, hvor misbrugeren rådner op indefra, og derfor har Krokodil fået prædikaterne "verdens værste narko" og  "dødsnarko".

## Krokodil
Desomorfin skabte opmærksomhed i 2010 i Rusland på grund af en øgning i ulovlig produktion af stoffet. Desomorfin kan relativt simpelt syntetiseres ud fra kodein, jod og rød fosfor. Desomorfin fremstillet efter denne metode er dog svært forurenet med forskellige giftige og ætsende biprodukter. Gadenavnet i Rusland for hjemmelavet desomorfin er Krokodil, på grund af det skæl-lignende udseende af huden på dem der indtager det.
Da det ofte er svært at skaffe heroin i Rusland, kombineret med den nemme og billige adgang til håndkøbspræparater med kodein, er misbruget af krokodil stigende. Rusen som opnås ved indtagelse af krokodil ligner heroins, men er mere kortvarig. Da hjemmelavet krokodil indtages intravenøst og ofte uden yderligere oprensning, er stoffet blevet berygtet for at medføre alvorlig vævsskade, flebitis og koldbrand, som kan kræve amputation af lemmer.
I USA er misbruget af Krokodil i 2013 spredt til staterne  Illinois, Utah og Arizona, stoffet er i 2014 også set i  Danmark.
Krokodils hovedingrediens er hovedpinepiller, og ellers er der følgende:
| Hovedpinepiller  |
| Malingsfortynder |
| Fosfor           |
| Svovl            |
| Jod              |
| Fortyndervæske   |

## Eksterne links og henvisninger
1. ↑  "Deadly Flesh-Eating Drug Arrives in US. Livescience 2013". Arkiveret fra originalen 5. marts 2016. Hentet 28. september 2013.
2. ↑  "Advarsel: Dødsnarko vil ramme Danmark. Ekstrabladet 2012". Arkiveret fra originalen 2. november 2012. Hentet 8. december 2012.
3. ↑  "TV: Dødsnarkoet Krokodil spreder sig i USA. TV2.dk". Arkiveret fra originalen 19. september 2015. Hentet 13. oktober 2013.